# 4 Elementen
4 Elementen is het vierde studioalbum van de Nederlandse groep 3JS. Het werd uitgebracht op 27 januari 2012.
De eerste single van dit album was De weg.
In het nummer Geef mij een naam zingt Elske DeWall mee.

## Hitnotering

### NederlandseAlbum Top 100
| Hitnotering: (Week 1 t/m 16) 04-02-2012 t/m 19-05-2012 Hitnotering: (Week 17) 09-06-2012 | Hitnotering: (Week 1 t/m 16) 04-02-2012 t/m 19-05-2012 Hitnotering: (Week 17) 09-06-2012 | Hitnotering: (Week 1 t/m 16) 04-02-2012 t/m 19-05-2012 Hitnotering: (Week 17) 09-06-2012 | Hitnotering: (Week 1 t/m 16) 04-02-2012 t/m 19-05-2012 Hitnotering: (Week 17) 09-06-2012 | Hitnotering: (Week 1 t/m 16) 04-02-2012 t/m 19-05-2012 Hitnotering: (Week 17) 09-06-2012 | Hitnotering: (Week 1 t/m 16) 04-02-2012 t/m 19-05-2012 Hitnotering: (Week 17) 09-06-2012 | Hitnotering: (Week 1 t/m 16) 04-02-2012 t/m 19-05-2012 Hitnotering: (Week 17) 09-06-2012 | Hitnotering: (Week 1 t/m 16) 04-02-2012 t/m 19-05-2012 Hitnotering: (Week 17) 09-06-2012 | Hitnotering: (Week 1 t/m 16) 04-02-2012 t/m 19-05-2012 Hitnotering: (Week 17) 09-06-2012 | Hitnotering: (Week 1 t/m 16) 04-02-2012 t/m 19-05-2012 Hitnotering: (Week 17) 09-06-2012 | Hitnotering: (Week 1 t/m 16) 04-02-2012 t/m 19-05-2012 Hitnotering: (Week 17) 09-06-2012 | Hitnotering: (Week 1 t/m 16) 04-02-2012 t/m 19-05-2012 Hitnotering: (Week 17) 09-06-2012 | Hitnotering: (Week 1 t/m 16) 04-02-2012 t/m 19-05-2012 Hitnotering: (Week 17) 09-06-2012 | Hitnotering: (Week 1 t/m 16) 04-02-2012 t/m 19-05-2012 Hitnotering: (Week 17) 09-06-2012 | Hitnotering: (Week 1 t/m 16) 04-02-2012 t/m 19-05-2012 Hitnotering: (Week 17) 09-06-2012 |
| Week:                                                                                    | 1                                                                                        | 2                                                                                        | 3                                                                                        | 4                                                                                        | 5                                                                                        | 6                                                                                        | 7                                                                                        | 8                                                                                        | 9                                                                                        | 10                                                                                       | 11                                                                                       | 12                                                                                       | 13                                                                                       | 14                                                                                       |
| ---------------------------------------------------------------------------------------- | ---------------------------------------------------------------------------------------- | ---------------------------------------------------------------------------------------- | ---------------------------------------------------------------------------------------- | ---------------------------------------------------------------------------------------- | ---------------------------------------------------------------------------------------- | ---------------------------------------------------------------------------------------- | ---------------------------------------------------------------------------------------- | ---------------------------------------------------------------------------------------- | ---------------------------------------------------------------------------------------- | ---------------------------------------------------------------------------------------- | ---------------------------------------------------------------------------------------- | ---------------------------------------------------------------------------------------- | ---------------------------------------------------------------------------------------- | ---------------------------------------------------------------------------------------- |
| Positie:                                                                                 | 3                                                                                        | 9                                                                                        | 10                                                                                       | 12                                                                                       | 17                                                                                       | 28                                                                                       | 24                                                                                       | 27                                                                                       | 43                                                                                       | 41                                                                                       | 66                                                                                       | 82                                                                                       | 92                                                                                       | 88                                                                                       |
| Week:                                                                                    | 15                                                                                       | 16                                                                                       |                                                                                          | 17                                                                                       |                                                                                          | 18                                                                                       | 19                                                                                       | 20                                                                                       | 21                                                                                       |                                                                                          | 22                                                                                       | 23                                                                                       |                                                                                          |                                                                                          |
| Positie:                                                                                 | 79                                                                                       | 82                                                                                       | uit                                                                                      | 98                                                                                       | uit                                                                                      | 90                                                                                       | 67                                                                                       | 55                                                                                       | 68                                                                                       | uit                                                                                      | 82                                                                                       | 74                                                                                       | uit                                                                                      |                                                                                          |